# Stanisław Nowak (neurolog)
Stanisław Nowak (ur. 8 listopada 1936 w Kotlicach, zm. 18 czerwca 2007) – polski lekarz neurolog, epileptolog, wykładowca akademicki, poeta.

## Życiorys
Ukończył Szkołę Zawodową w Sławięcicach (1953) oraz Liceum Ogólnokształcące im. Jana Śniadeckiego w Kielcach (1957). W latach 1957–1963 odbył studia na Wydziale Lekarskim Akademii Medycznej w Białymstoku. Doktoryzował się w 1969 w Instytucie Psychoneurologicznym w Warszawie. Stopień naukowy doktora habilitowanego uzyskał w 1977 na Akademii Medycznej w Lublinie.
W latach 1963–1978 pracował – najpierw jako asystent, później starszy asystent i zastępca ordynatora – w Szpitalu Wojewódzkim w Kielcach. Od 1979 do 1991 był docentem i kierownikiem Kliniki Neurologii Akademii Medycznej w Krakowie. W 1980 wybrano go wojewódzkim konsultantem ds. neurologii. W 1991 został ordynatorem Wojewódzkiego Oddziału Neurologii w Kielcach, natomiast w 2001 podjął pracę na stanowisku profesora nadzwyczajnego w Instytucie Kształcenia Medycznego na Akademii Świętokrzyskiej. Po przekształceniu IKM w Wydział Nauk o Zdrowiu w 2005, był dyrektorem Instytutu Zdrowia Publicznego.
W pracy naukowej zajmował się przede wszystkim zagadnieniami: padaczki, udaru mózgu oraz płynów mózgowo-rdzeniowych. Jako pierwszy na świecie dokonał naukowych opracowań dotyczących oznaczenia stężeń pierwiastków śladowych w płynie mózgowo-rdzeniowym i stężeń endorfin w płynie mózgowo-rdzeniowym chorych neurologicznie oraz zastosowania prostaglandyn w leczeniu chorób neurologicznych. Był autorem ponad 100 publikacji naukowych w czasopismach polskich i zagranicznych. Pełnił funkcję redaktora naczelnego czasopism pt. „Neuroskop” i „Studia Medyczne Akademii Świętokrzyskiej” (2003–2007). Za swoją działalność odznaczony został Krzyżem Kawalerskim Orderu Odrodzenia Polski.
Opublikował kilkanaście tomików wierszy. Autor książki Sny przepowiadające przyszłość (Wydawnictwo Nowy Świat, Warszawa, 2005; ISBN 978-83-73861-47-3).